# Шамсе
Шамсе (фр. Chamesey) насеље је и општина у источној Француској у региону Франш-Конте, у департману Ду која припада префектури Монбелијар.
По подацима из 2011. године у општини је живело 120 становника, а густина насељености је износила 18,69 становника/km². Општина се простире на површини од 6,42 km². Налази се на средњој надморској висини од 730 метара (максималној 865 m, а минималној 688 m).

## Демографија
| 1962. | 1968. | 1975. | 1982. | 1990. | 1999. | 2011. |
| ----- | ----- | ----- | ----- | ----- | ----- | ----- |
| 146   | 151   | 124   | 111   | 105   | 101   | 120   |

График промене броја становника у току последњих година